# Nucleosinteză
În fizică, nucleosinteza este procesul de creare a noi tipuri de nuclee atomice. În astrofizică,  nucleosinteza este procesul de creare a noi tipuri de nuclee de elemente chimice ca urmare a reacțiilor termonucleare care au avut loc de la 3 până la 15 minute după Big Bang și care au loc încă în interiorul stelelor.
Nucleosinteza este o reacție nucleară în lanț care conduce la formarea nucleelor grele ale atomilor din cele ușoare.